# 日本と南アフリカの関係
本項では、日本と南アフリカの関係(英語: Japan–South Africa relations) について述べる。

## 歴史

### 江戸時代（1603年～1868年）
17世紀中ごろにケープ植民地入植者にはオランダ人ヤン・ファン・リーベックによって、長崎の出島から連れてこられたハポンと呼ばれる日本人家族が含まれていたという説がある。1663年から1666年にかけて、長崎のオランダ商館長を務めたことがあるツァハリアス・ヴァグナーが、ケープ植民地の総督を務めた。なお、江戸時代の長崎には、オランダ人によって、世界の珍しい動植物がもたらされたが、当時、オランダの支配下にあったケープ植民地からはダチョウがもたらされた。
公式記録として残る最初の南アフリカに訪れた日本人は、江戸幕府がロシアに派遣した山内作左衛門ら6人の留学生たちである。引率の山内と、留学生の市川文吉、緒方城次郎、大築彦五郎、田中次郎、小沢清次郎の6人は箱館から香港、シンガポール、バタヴィアを経て慶応2年（1866年）1月にケープタウンに到着し、5日間滞在した。

### 明治維新から第二次大戦まで（1868年～1945年）
1898年、古谷駒平は「ミカド商会」をケープタウンに開き、南アフリカで最初に店を開いた日本人となった。なお、この店は1942年に南アフリカ政府の日本人財産没収によって閉店するまで続いた。また、1904年には岩崎貫三がダーバンに小さな商店を開店している。
1918年に、ケープタウンに日本領事館が置かれた。1937年には、プレトリアに公使館が設置された。しかし1942年、第二次大戦により両国の外交関係は途絶した。

### 第二次大戦終結後（1945年から）
日本の国際社会復帰後、まず両国の間で領事関係が再開されて、1952年に在プレトリア総領事館が、1964年には在ケープタウン出張駐在官事務所が設置された。
1960年代になると、アパルトヘイトにより南アフリカ連邦には国際的に制裁がかけられていたが、日本はこのころから積極的に天然資源を輸入し始めた。日本国籍を有する者は、1961年1月19日から、経済上の都合から「名誉白人」扱いとされていた。こうした経緯から、南アフリカの白人優位の政治に対する日本の立場には特にアフリカ諸国から非難が相次いだ。例えば、1983年には在日タンザニア大使のアハメッド・ハッサン・ディリアが日本の観光客から出る利益が南アフリカのアパルトヘイト政策を強めていると指摘している。
1992年1月、半世紀ぶりに両国の正式な外交関係が再開され、同年2月に、在南アフリカ共和国大使館が開設された。

## 外交使節

### 駐日南アフリカ大使
| 代 | 氏名                                   | 在任期間        | 官職名       | 備考                     |
| -- | -------------------------------------- | --------------- | ------------ | ------------------------ |
| 1  | アレクザンダー・ヴァルダマール・クーン | 1992年 - 1993年 | 特命全権大使 | 信任状捧呈は3月30日 初代 |
| 2  | クリストフル・カイザー・プリンス       | 1993年 - 1997年 | 特命全権大使 | 信任状捧呈は3月29日      |
| 3  | カラムチャンド・マカドゥージ           | 1998年 - 2003年 | 特命全権大使 | 信任状捧呈は6月26日      |
|    | イフライム・レシャラ・ミネレ           | 2004年          | 臨時代理大使 |                          |
| 4  | ボールドウィン・シポ・ングバネ         | 2004年 - 2008年 | 特命全権大使 | 信任状捧呈は6月24日      |
|    | ンタベセン・マレファネ                 | 2008年 - 2009年 | 臨時代理大使 |                          |
| 5  | ガート・ヨハネス・グロブラー           | 2009年 - 2011年 | 特命全権大使 | 信任状捧呈は2月20日      |
|    | ムベレ・ドリーン・ノシセロ             | 2012年          | 臨時代理大使 |                          |
| 6  | モハウ・ペコ                           | 2012年 - 2015年 | 特命全権大使 | 信任状捧呈は4月4日       |
| 7  | ベリル・ローズ・シスル                 | 2016年 - 2017年 | 特命全権大使 | 信任状捧呈は4月6日       |
|    | ロイス・ボンギジィズウェ・クズワヨ     | 2017年          | 臨時代理大使 |                          |
| 8  | サイレンス・ロモ                       | 2017年 - 2019年 | 特命全権大使 | 信任状捧呈は8月31日      |
|    | ロイス・ボンギジィズウェ・クズワヨ     | 2019年          | 臨時代理大使 |                          |
| 9  | ルラマ・スマッツ・ンゴニャマ           | 2019年 - 2024年 | 特命全権大使 | 信任状捧呈は6月19日      |
|    | アナ・エリザベス・シュロダー           | 2024年 -        | 臨時代理大使 |                          |

### 駐日南アフリカ大使館
- 住所：東京都千代田区麹町一丁目4 半蔵門ファーストビル4階
- アクセス：東京メトロ半蔵門線半蔵門駅3b番出口

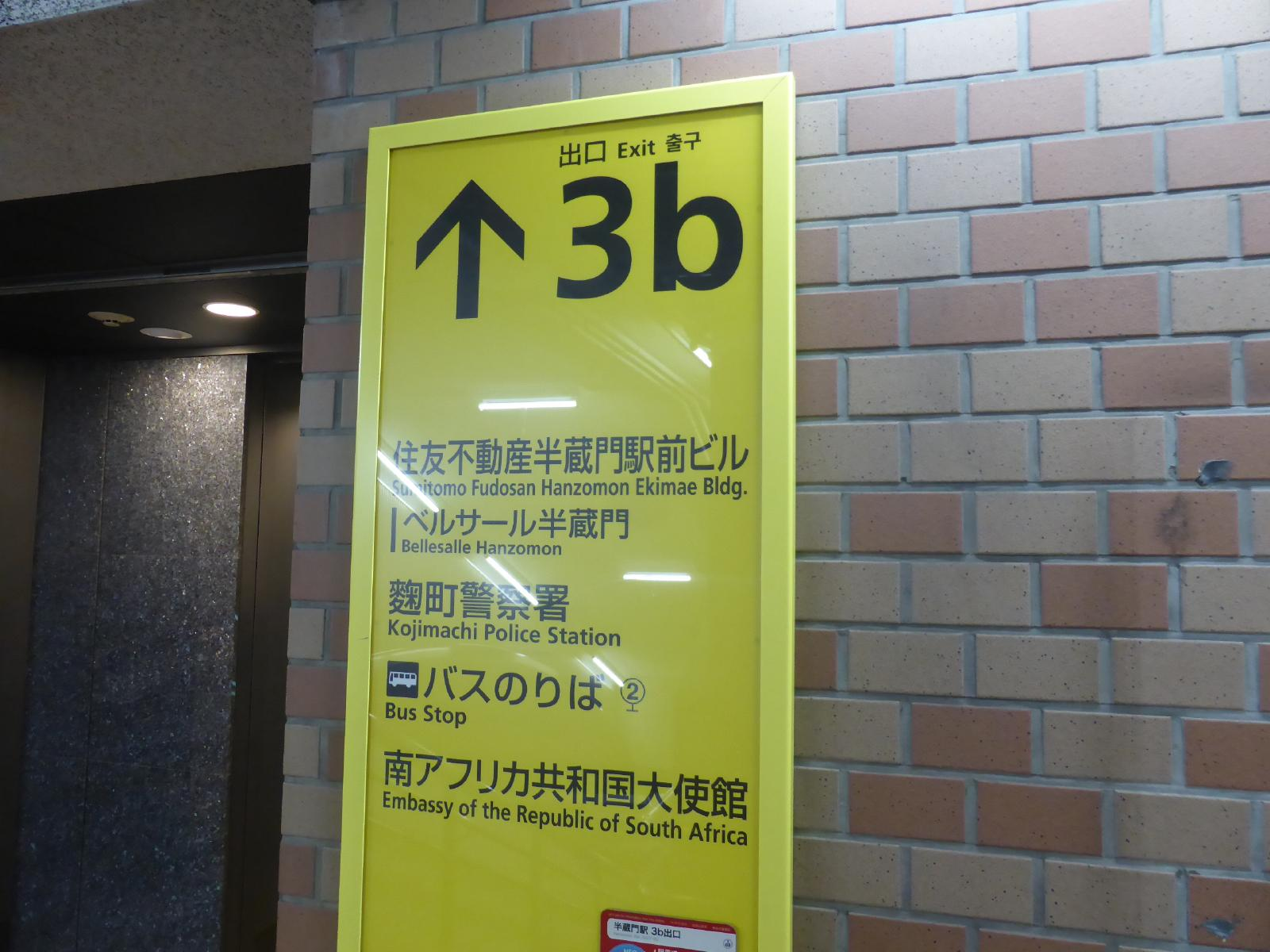
南アフリカ大使館へは麹町駅3b出口
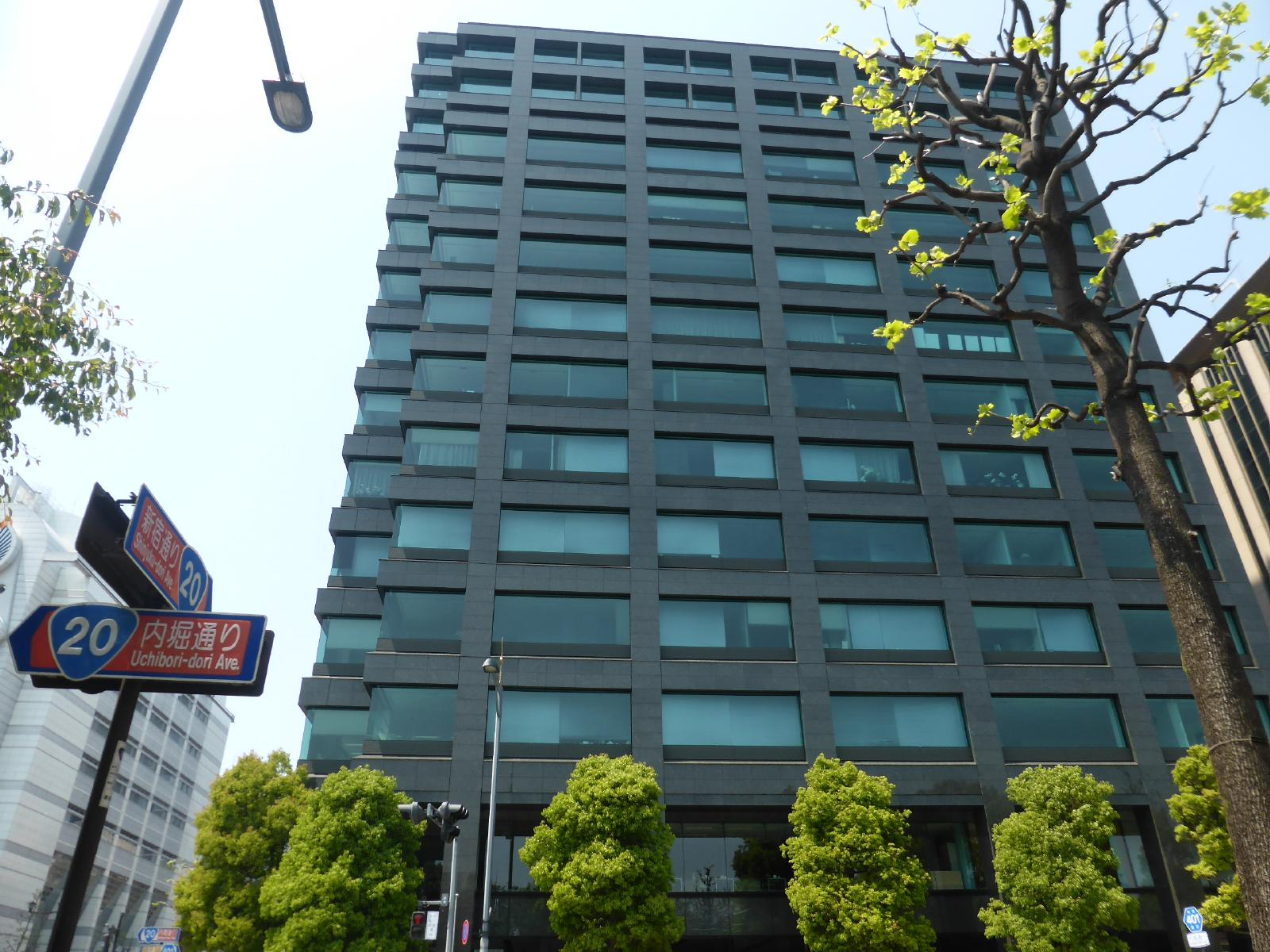
内堀通り沿いに在る南アフリカ大使館
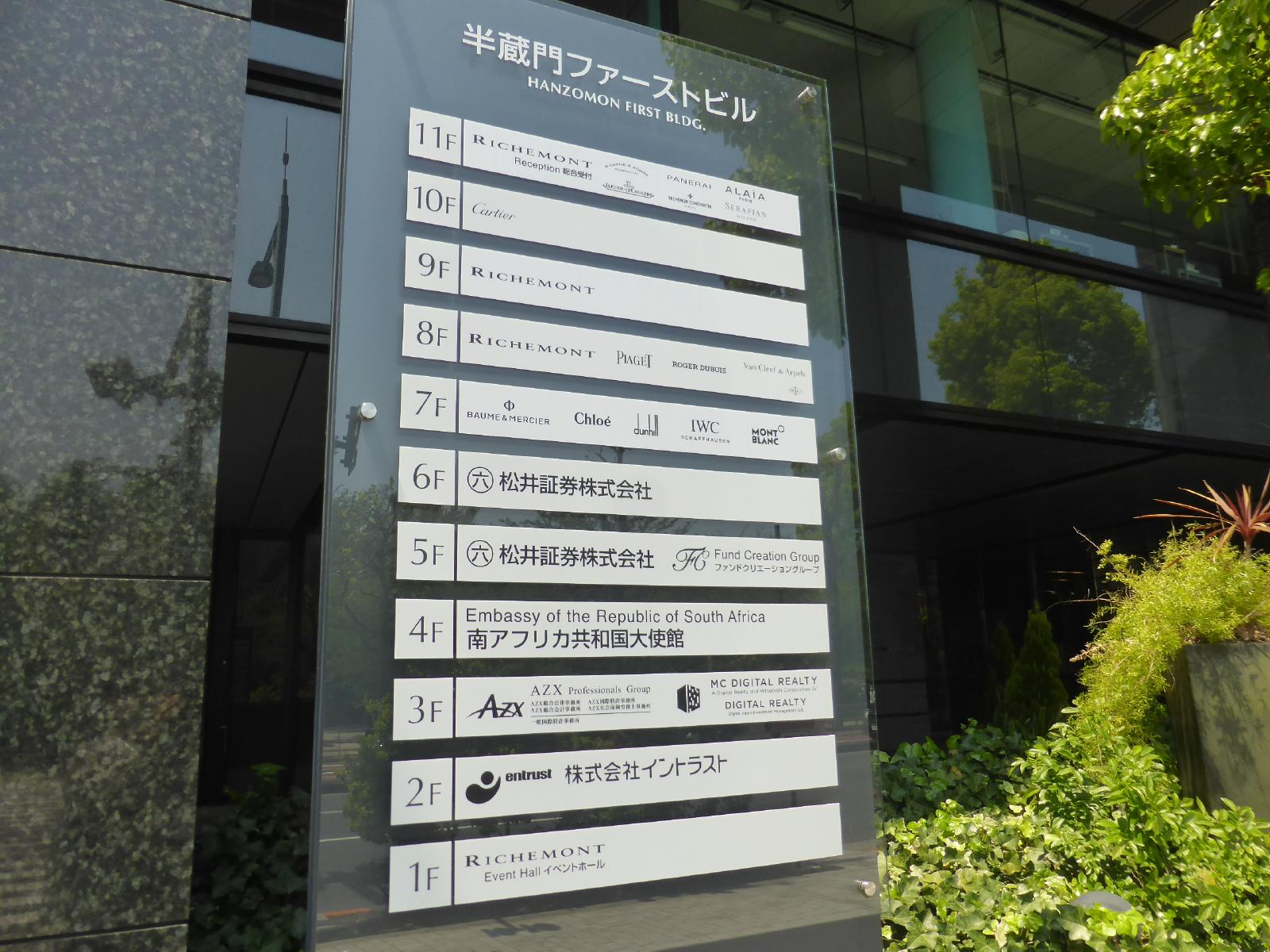
南ア大使館は半蔵門ファーストビル4F